# Terraformálás

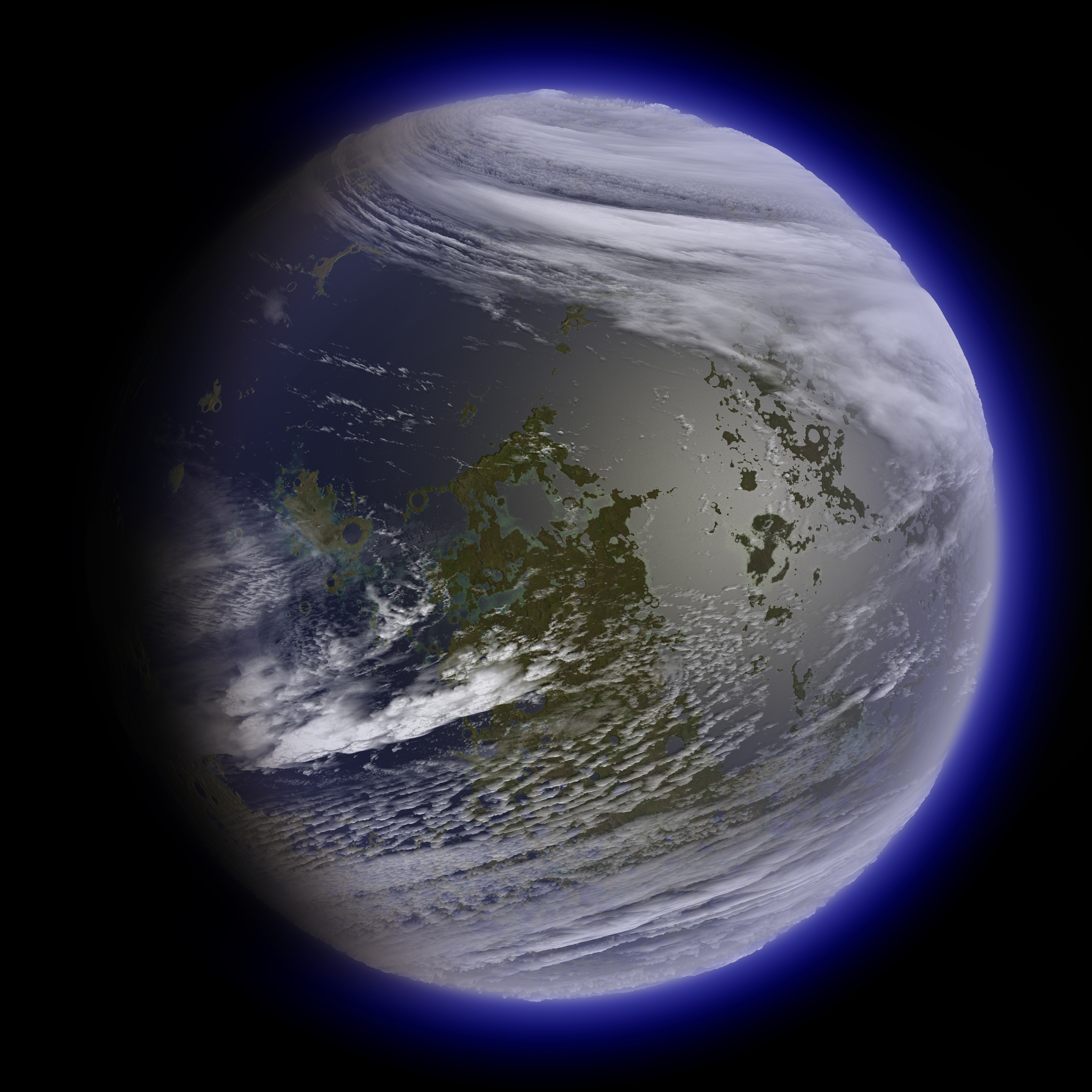
A terraformált Hold fantáziarajza

A terraformálás bolygók és holdak felszínének  földszerűvé alakítását, emberek számára lakhatóvá tételét jelenti. A hőmérséklet, az atmoszféra és egyéb természeti tényezők mellett az élővilág olyan megváltoztatása, amely az ember számára is elfogadható körülményeket teremt. 
A terraformálás ötlete jelen van a sci-fi irodalomban és a modern tudományban egyaránt. Ezt az elnevezést valószínűleg Jack Williamson találta ki egy sci-fi történetében („Collision Orbit”), melyet 1942-ben publikáltak. A Földdel kapcsolatos tapasztalatok alapján elmondhatjuk, hogy egy bolygó környezete kellő óvatossággal bizonyos mértékig átalakítható. Azonban arról, miképp lehet megalkotni egy Földhöz hasonlatos bioszférát egy másik égitesten, egyelőre még csak elképzelések vannak.

## Története
Carl Sagan csillagász írt egy tanulmányt a Vénusz terraformálásáról, mely 1961-ben megjelent a Science tudományos folyóiratban, The Planet Venus címmel, melyben moszatokkal csökkentené a szén-dioxidot, és a felszíni hőmérsékletet, amíg elviselhető szintre nem ér. 3 milliárd évvel ezelőtt a földi légkör is főleg széndioxidból állt, majd a megjelenő kék és zöld moszatok, valamint a víz párolgása változtatta a maihoz hasonlatossá. Későbbi felfedezések részletesebb adatokat szolgáltattak a Vénusz légköréről. Kiderült, hogy túl sűrű az atmoszférája (kb. 90-szerese a Földének), a hőmérséklet pedig akár az 500 °C fokot is elérheti. Emellett a vulkáni aktivitás miatt jelentős a kén-dioxid tartalom, mely kénsav formájában felhőket alkot. Ha mégis tudnának szaporodni a moszatok ebben a barátságtalan és száraz környezetben, az általuk megkötött szén a felszíni folyamatok és a magas hőmérséklet miatt pusztulásuk után hamarosan visszakerülne a légkörbe.
Sagan ezután felvázolt még egy elképzelést, melyben már a Marssal foglalkozik. Ez 1973-ban jelenik meg az Icarus című újságban, Planetary Engineering on Mars címmel. Három évvel később a NASA-nak küldött egy hivatalos tanulmányt, melyben összefoglalta a Mars lakhatóvá tételének lehetőségeit. 1976-ban Joel Levine kutató konferenciát szervez e témában.
1979-ben James Oberg író és NASA-mérnök megszervezi a First Terraforming Colloquium-ot. Ezt a különleges ülést Houstonban tartották, a „Hold és Bolygótudomány” konferencia keretein belül, ahol megvitatták a témát, majd ezt publikálta 1981-ben megjelenő könyvében, a New Earths-ben. Magát a terraformálás terminust Christopher McKay bolygókutató használta először a Journal of the British Interplanetary Society számára írt cikkében és csak ezután vált használatossá tudományos körökben.
1984-ben James Lovelock és Michael Allaby kiadta The Greening of Mars című könyvét, melyben felvetették a Mars légkörének CFC gázokkal történő felmelegítésének ötletét. Lovelock könyvének hatására Robert Haynes biofizikus és génkutató a háttérben munkálkodva támogatta a terraformálást. Ő vezette be a geopoiesis fogalmát a köztudatba. Ez a légkör átalakításának első lépése, ekkor még nem a belélegezhető légkör kialakítása a cél, hanem csak egyes fizikai jellemzők megváltoztatása (mint például a légnyomás növelése), vagy a sugárzás elleni védelem.
1985-ben Martyn J. Fogg megjelentetett néhány cikket a terraformálásról. Szerkesztőként közreműködött 1991-ben a Journal of the British Interplanetary Society-ben megjelenő cikkekben, majd 1995-ben kiadta az Engineering Planetary Environments című könyvét. E mellett fenntartott egy a témával kapcsolatos weboldalt.
Fogg használta a terraformálás különböző aspektusaihoz kapcsolódó következő megnevezéseket:
- Bolygómérnök: feladata egy bolygó tulajdonságainak globális szintű befolyásolása.
- Geomérnök: a bolygómérnök földre specializálódott társa. Csak bizonyos globális paraméterek megváltoztatásával foglalkozik, mint például az üvegházhatás, légköri összetétel.
- Terraformálás: Lényegében a bolygómérnöki tevékenység folyamata. A végső cél egy olyan bioszféra megteremtése más égitesten, amely összetettségében és funkcióiban a Földével egyenértékű és tökéletesen alkalmas az emberi élet számára.
- Asztromérnök: kidolgozza a megfelelő lépéseket, tevékenységi körébe a „konvencionális” bolygómérnökségnél magasabb szintű feladatok is beletartozhatnak.

Emellett definiálta a bolygókat az emberi életre való alkalmasságuk fokozatai alapján:
- Lakható bolygó (Habitable Planet, HP): Olyan világ, melynek környezete hasonlít annyira a Földéhez, hogy az ember számára is komfortos és szabad életteret biztosít.
- Biokompatibilis bolygó (Biocompatible Planet, BP): Olyan bolygó, mely birtokában van azon fizikai paramétereknek, melyek szükségesek a felszíni élet kivirágzásához. Ha kezdetben élettelen is, számottevő terraformálás nélkül is lakható bioszférát teremthetünk rajta.
- Könnyen terraformálható bolygó (Easily Terraformable Planet (ETP): Olyan bolygó, melyen létezik egyszerűbb, bolygómérnöki eszközökkel megteremtett élet, lehetséges lakhelynek is, és korlátolt készletekkel láthat el egy csillaghajót, vagy egy előzetes robotküldetést.

Fogg úgy gondolta, hogy a Marson fiatal korában lehetséges volt az élet kialakulása, de jelenlegi helyzetében nem sorolható be a fenti három kategóriába, már csak aránylag magas szintű terraformálással lehet eredményt elérni. A Mars Társaság Robert Zubrin irányításával kidolgozta egy visszatérő Marsutazás tervét, melyet Mars Direct-nek neveznek. Ez lenne hivatott a tartós emberi jelenlét fenntartására a Marson és irányítaná a végleges terraformálás érdekében tett erőfeszítéseket.

### Társadalmi hatások
E tudomány már nem kevés filozófiai vitát szült, vajon biológiai és ökológiai szempontból etikus-e ebbéli igyekezetünk.
Talán a legfontosabb érvük a terraformálás mellett szólóknak maga a tény, hogy ilyen ökológiai rendszer fenn tud tartani megfelelő életteret emberek számára. Zubrin érveléseiben gyakran von párhuzamot a Mars és az Újvilág között. A terraformálás oldalán állók hisznek benne, hogy az ember morális kötelessége más világokat is lakhatóvá tenni a földi élet számára, mint ahogy az élet is folyamatosan változtatta a környezetet a Földön. A földi energiaforrások végesek, és amíg csak ezen a bolygón van emberi élet, addig sebezhető, hisz statisztikai adatok alapján nem zárható ki akár egy aszteroidával való ütközés sem, még hosszabb távon pedig a Nap életciklusa is veszélyt jelent a földi, de a naprendszerbeli életre egyaránt. Viszont csak teljesen élettelen bolygó jöhet számításba, egyrészt a lehetséges biológiai veszélyek miatt, másrészt nem követhetünk el olyan morális hibát, hogy beavatkozzunk más élő rendszerekbe.
Persze minden érvvel szemben ellenérveket is felsorakoztatnak. Néhány óvatosabb gondolkodó szerint a terraformálás etikátlan beavatkozás a természetbe, és figyelve az emberiség eddigi bánásmódját a Földdel, más bolygóknak talán jobb lenne emberi beavatkozás nélkül. A túlnépesedésre sem jelentene megoldást, hiszen semmi sem garantálja, hogy ne folytatódna tovább. Ezek a lakhelyek támogatni tudják az űr további benépesítését, viszont a Földhöz alkalmazkodott emberi szervezetben nagy valószínűséggel változásokat fog előidézni az eltérő gravitáció és levegő-összetétel, hiszen már a mostani rövidebb űrutazások is jelentős hatást gyakorolnak az emberi szervezetre.
A legnagyobb problémát az anyagi források jelentik. A számítások alapján anyagi hasznot nem hozna, legalábbis belátható időn belül semmiképp. Az ilyen nagyszabású tervek kezdeti költsége riasztóan magas, és a vállalkozás infrastruktúráját a semmiből kell felépíteni. Ez a technológia még nem fejlett, és jelen helyzetben csak hosszas finanszírozással valósítható meg. John Hickman leszögezte, hogy jelenleg szinte semmilyen terv nincs a terraformálás gazdasági stratégiáival kapcsolatban, így a várakozások nagyfokú optimizmusnak tűnnek.

## Paraterraformálás
A paraterraformálás során egy egész bolygó helyett csak kisebb, körülzárt területeken teremtenénk megfelelő életkörülményeket. Első lépésben a bolygó leginkább kihasználható helyein építenénk épületeket, vagy átlátszó tetejű kupolavárosokat megfelelő nyomású, belélegezhető atmoszférával. Ez lényegesen egyszerűbb megoldás - eltekintve az építkezéstől -, és a befektetések is hamarabb megtérülnének, a hagyományosan vett terraformálással szemben. A végcél itt is egy önműködő ökológiai rendszer kialakítása, ami már a kezdetektől lakható lenne. Az emberes Mars-expedíciók munkakörülményeinek javítására felmerült, hogy a Mars körüli pályán keringő, óriási tükrökkel a felszín egy darabját kellemes, 20 °C körüli hőmérsékletre melegítik fel, a többlet fény többek között a napelemes áramtermelést is segítené.
A Földön már az 1960-as évek óta folynak ezzel kapcsolatban kísérletek, az egyik legismertebb a Jack Corliss irányításával Arizonában létrejött Bioszféra 2 projekt.
Corliss 1977-ben felfedezte az első, napfénytől teljesen elzárt mélytengeri élővilágot a Földön. Kutatásai ezután a földi élet keletkezésének megértésére irányultak, amelyhez a pénzt a NASA Földön kívüli élet lehetőségeit vizsgáló programja adta. Ugyanebből a forrásból jött létre a Bioszféra 2 projekt is.

## Mars
Számos tanulmány és vizsgálat készült a bolygó felmelegítésének és atmoszférájának megváltoztatása lehetőségeiről. A Mars távolabb van a Naptól, mint a Föld, ezért ott kevesebb a fény (a földinek csupán 43%-a), az átlagos középhőmérséklet mínusz 60 Celsius körül van. Nincs szabad víz, még a szén-dioxid is csak megfagyott állapotban (szárazjég formájában) található a felszínén. De Naprendszerünk összes többi bolygója közül jelenlegi ismereteink alapján mégis ez a bolygó tűnik a legalkalmasabbnak.

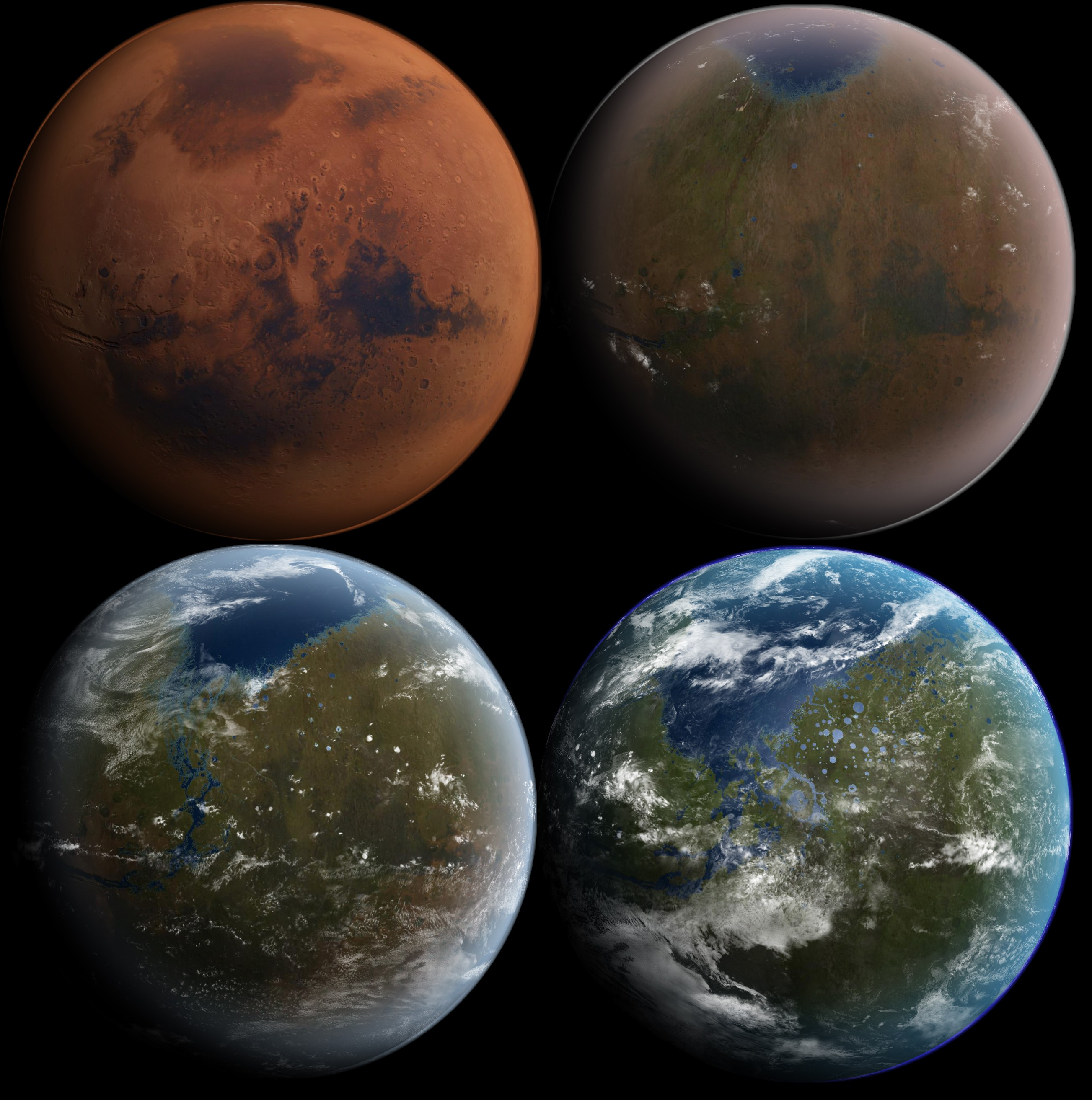
Művészi elképzelés a Mars terraformálásának folyamatáról. A végső felszíni kép a Mars Global Surveyor méréseire támaszkodik.

Néhány csoport tudományosan megalapozott, többlépcsős terveket dolgozott ki, melyek sok hasonlóságot mutatnak. Első lépésben megnövelnék a hőmérsékletet, miáltal folyékonnyá válhatna a most befagyott víz, és felszabadulhatna a talajban megkötött széndioxid, amely tovább növelné az üvegházhatást. Ennek érdekében több tudós is tükröket állítana Mars körüli pályára, mellyel több napfényt juttatnának a felszínre. Ez meleggel és az eszközök működtetéséhez szükséges napenergiával látná el az expedíciókat. Egy teljes bolygó átformálásához azonban hatalmas erőforrások szükségesek. Rigel Woida, a tucsoni Arizona Állami Egyetem mérnökhallgatója az amerikai űrügynökség „Fejlett koncepciók Intézet”-ének támogatásával azt a lehetőséget kezdte el vizsgálni, hogy a felszínnek csak kis területeit melegítené tükrökkel. A tükör által fókuszált napfény egy körülbelül 1 kilométer széles foltot borítana fénybe, 20 Celsius-fokra emelve ezen a területen a hőmérsékletet. Az emberi expedíció számára külön előny lenne, hogy ilyen hőmérsékletben a mostaninál könnyebb, nagyobb mozgásteret adó űrruhában egyszerűbbé válna a napi teendők elvégzése. A meleg csökkenti a lakómodulok súlyát, és kivitelezésének költségeit, megolvasztja a felszíni vízjeget, ami nélkülözhetetlen az emberi jelenléthez és a visszaúthoz szükséges rakéta-üzemanyag előállításához. Ilyen terület lehetne nem messze a bolygó északi sarkvidékénél felfedezett hatalmas fagyott tó. A ballonokat olyan anyagokkal kellene bevonni, melyek csak a látható és infravörös fényt tükrözik vissza, mivel a Mars vékony atmoszférája nem képes kiszűrni a káros sugarakat. Más tervek szerint üvegházhatást okozó gázok nagy mennyiségben történő termelését végző üzemeket kell építeni. Ilyen gázok például a metán, a dinitrogén-oxid, és bizonyos CFC vegyületek.  McKay és Zubrin merészebb elképzelése, hogy aszteroidák befogásával és Mars felé irányításával is emelnék a hőmérsékletet, egyrészt kihasználva a becsapódáskor fellépő hőenergiát, másrészt többnyire a kisbolygókon is találhatóak fagyott állapotban üvegházhatást okozó gázok. A vastagodó légkör pedig segítene a felszínt érő ultraibolya sugárzás visszaverésében is. A víz nagy része elpárologna ugyan, de a mélyebb területeken összegyűlő mennyiség alkalmas lenne növények betelepítésére.
A második lépés a légkör oxigénnel való feltöltése. Először egyszerű felépítésű algákat, zuzmókat, baktériumokat telepítenének be, utána fejlettebb növények következnének. A NASA kutatói mexikói egyetemek segítségével a Pico de Orizaba vulkán oldalában, 4200 méteres magasságban szimulálják a marsi körülményeket földi fák számára, és próbálják elérni, hogy azok nagy magasságban, ritka levegőben és alacsony nyomás mellett is nőjenek és fotoszintetizáljanak. A fenyők fotoszintézise nagyságrendekkel több oxigént termel, mint az első körben betelepített élőlények, azonban az erdők ültetését csak akkor lehet elkezdeni, ha sikerül a felszínt érő ultraibolya sugárzás mértékét leszorítani. Ehhez számítások szerint nagyjából ötven évre lesz szükség. Chris McKay szerint bő száz év alatt erdők boríthatják be a vörös bolygót, amely ekkorra már az emberi életre is alkalmas lehet. A folyamatot viszont lassítja, hogy az elpusztult növényekből ismét kiszabadul a szén.
A növényi élethez nitrogén is kell, ezt azonban mesterségesen is bevihetik majd a légkörbe az akkor élő emberek.
A marsi növényvilág megtervezéséhez ma még túl keveset tudunk a bolygó talajtartalmáról és más körülményekről.
A Phoenix küldetés eddigi vizsgálatai bizakodásra adnak okot, úgy néz ki, tartalmazza a szükséges tápanyagokat az enyhén lúgos marsi talaj az alacsonyabb rendű növényi élet számára. Viszont találtak perklorátot is, mely igen erős oxidáló hatása miatt képes elpusztítani a szerves molekulákat. Ennek esetleges hatásait még vizsgálják. Meglehet, hogy annyi egyéb anyagra lesz szükség, hogy a bolygó átformálása eltarthat 100, de akár 100 ezer évig is. Ettől függetlenül az emberi és állati élet a Marson már az első időszakot követően lehetséges lesz.
Mindez csak akkor valósulhat meg, ha nem találnak életet a Marson, ez ugyanis a projekt azonnali leállítását jelentené. „Ha valamiféle életet találunk, nincsen jogunk elpusztítani azt, hogy földi kolóniák számára lakhatóvá tegyük a bolygót” – fogalmazott a Reuters-nak McKay. Van azonban még egy súlyos probléma, a Marsnak nincs mágneses tere, ami védelmet nyújtana a kozmikus sugárzás ellen. A kozmikus sugárzás és az alacsony gravitáció előre nem látható mutációkat és betegségeket okozhatnak a földi életformák számára. De komoly szakértők szerint csak rengeteg fúziós erőműre, és az ezekről táplált gigantikus elektromágnesekre lenne szükség, hogy pár száz év alatt kialakuljon egy földihez hasonló mágneses védelem az űrből érkező sugárzás ellen.

### Mars Direct
Robert Zubrin és David Baker közösen mutatta be 1990-ben a Mars Direct-et, mely javarészt már létező tervek összevonásával készült. A terv egyik kulcsszava az ISRU - „in situ resource utilization” - azaz helyi erőforrás-használat. Nem kell nagy tömegű űrhajókat építeni Föld körüli pályán, mint a NASA korábban tervezte, csak az odaúthoz és a Marsnál végrehajtott fékezéshez szükséges üzemanyag. A visszaútra ezt a Marson állítanák elő. Csak hidrogént kell vinni a Földről, oxigén és szén az előállítandó metánhoz a Mars légköréből kerülne kivonásra Sabatier reakcióval majd elektrolízissel, mely eljárást a Marsra már 1978-ban javasolták.
A Marsra utazáshoz alapvetően kétféle pálya képzelhető el:
- Konjunkciós pálya: Alacsony energiaigényű, Hohmann-pályát követ, az oda- és visszaút 6 hónapos, és kb. másfél évet kell a Marson tartózkodni, hogy a Mars és a Föld megfelelő helyzetben legyen a visszainduláshoz.
- Oppozíciós pálya: az út 7-8 hónapos, és 30-90 nap után vissza kell indulni, hazafelé a Vénusznál gravitációs hintamanőverrel.

A Mars Society terve 6-6 hónapos oda- és visszautat, és másfél földi évnyi marsi tartózkodást javasol. Zubrin űrhajója két, egymáshoz erősített forgó részből állna, így az űrhajósok az utazás alatt is marsi gravitáció alatt lennének, tehát nem kellene a súlytalanság káros hatásaival számolni. A NASA terveiben végig 0g-s út szerepel.
Az utazás több lépcsőben („split mission”) zajlana. Elsőként egy automata rendszer érkezne a bolygóra, mely egy földi év alatt legyártaná a szükséges üzemanyagot és később visszatérő egységként (ERV - Earth Return Vehicle) szolgálna. Csak miután minden készen áll a Marson a visszatérésre, akkor indulna emberi személyzet a lakóegység-űrhajóval (HAB, „habitat”), mely a feltöltött automatikus egység mellett szállna le. Az űrhajósok utazás közben ugyanabban az egységben, lakótérben lesznek, mint a felszínen, és ehhez lesz hasonló a visszatérő egység is. A legénység a Mars felszínén az élet nyomait keresné és közben nekikezdene az első emberi telep építésének. Amikor kb. 600 nap (sol) Marson tartózkodás után az első, 4 fős legénység átszállna az ERV-be és visszaindulna a Földre, addigra már a Marsra érkezett a következő legénység visszatérő egysége. Így a marsi jelenlét folyamatos lenne. A Mars Direct költségvetése 55 milliárd USD.
2000-ben a Zubrin által alapított Mars Society felépítette a Mars Direct tervnek megfelelő lakóegységet, melyben az oda- és visszaúton ill. a Marson tartózkodnának a leendő űrhajósok. A lakóegység első példányát egy észak-kanadai lakatlan szigeten, Devonon helyezték el (FMARS), melyet 2002-ben Utah államban követett a második, sivatagi Mars-analóg állomás (MDRS). E két állomás azóta is működik.

### A NASA tervei
A NASA Zubrin tervét csendesen beépítette saját új marsutazás-tervébe, az 1993-as Design Reference Mission (DRM) 1.0-ba. A NASA tervében három hajó indulna az első indítási évben. A visszatérő egység (ERV) nem szállna le, hanem Mars körüli pályán maradna. A Marsra szállna egy üres lakóegység (HAB) és egy e mellé érkező teherhajó (Cargo), benne az üzemanyag-termelő (ISRU) modul és a felszállásra szolgáló Mars Ascent Vehicle (MAV). Két földi év múlva - a következő indítási évben - indulna az első 6 fős csapat, és mellette a következő legénység ERV-je és HAB-je, mely tartalékként is szolgálna. Az energiát atomreaktorok adnák. A legénység itt is másfél földi évnyi időt töltene a Marson, a felszínen termelt üzemanyaggal a MAV juttatná el őket Mars körüli pályára, ahonnan a HAB-hez hasonló felépítésű ERV-vel térnének haza. A program ára: 55 milliárd USD. A tervben 2007-es indítási dátum szerepelt.
1997-ben készült el a NASA frissítése (Design Reference Mission 3.0). Ebben csak két hajó indulna, 4 fős legénységgel, így a küldetés kisebb tömegű, tehát olcsóbb lehet.
2001-ben a NASA összeállította az 520-560 sol-os marsfelszíni élet és kutatómunka terveit, Mars Surface Reference Mission néven. Az MDRS és FMARS állomások célja, hogy ne csak elméleti alapon készüljön el a marsfelszíni kutatómunka leírása, hanem azt élőben, a gyakorlatban teszteljék geológusok, biológusok, mérnökök. Ez a munka folyik 2002 óta ezeken az állomásokon.
A Mars Desert Research Station Utah államban található. A bázis a tervnek megfelelően épült fel. Ebben az egységben utaznának a Marsra a NASA által 2035-re tervezett emberes utazás űrhajósai, és egy ugyanilyenben élnének a Marson kb. 500 sol-on (marsi napon) keresztül. A bázisról rover-ekkel indulhatnának felderíteni a környezetüket. A bázis mellett üvegház és csillagászati obszervatórium is található. A bázis célja, hogy előzetes teszteket végezzen a lakóegységben és a szkafanderes terepmunkát vizsgálják. Az MDRS 2002 óta üzemel. Az első teljesen magyar legénység 2008-ban teljesített szolgálatot a bázison.

## Vénusz

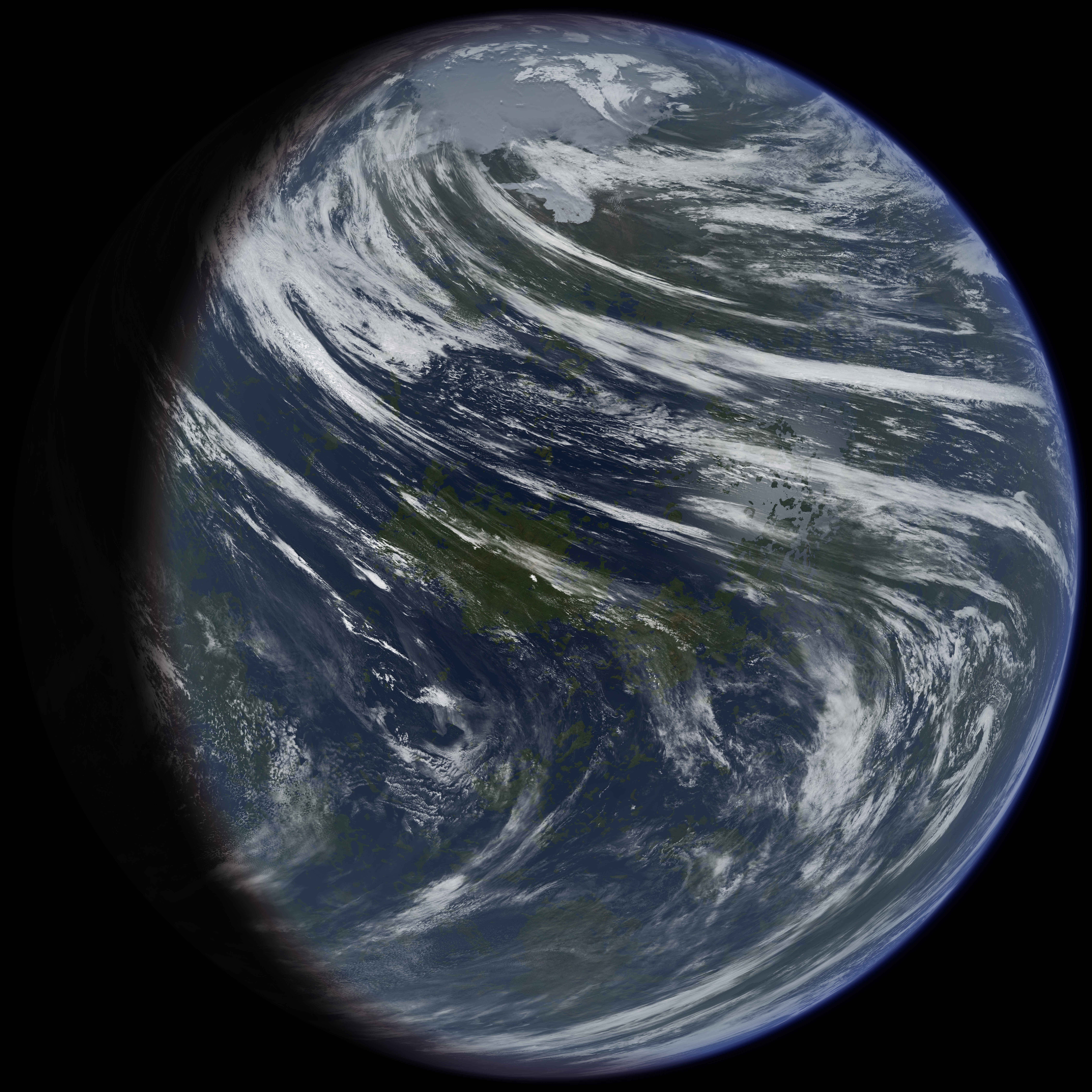
Művészi elképzelés a terraformált Vénuszról

A legfontosabb feladatok a vénuszi légkör sűrűségének, és hőmérsékletének csökkentése, valamint csökkenteni kell a 243 napos tengelyforgási idejét, hogy rövidebb nap-éj ciklust hozzunk létre. Ezek mellett megoldást kell találni a bolygót érő kozmikus sugárzásokra is.

### Terraformálás az űrből
A Vénusz és a Nap közötti Lagrange-pontban elhelyezett óriási napernyőkkel lehetne felfogni a napsugárzást és a napszelet a bolygó elől. Ezt a megoldást a Földdel kapcsolatban is felvetették. Mérete miatt csak az űrben lehet megépíteni, és hatalmas problémát okoz a stabilizálása is a Nap felől érkező nyomás miatt. Ennek ellensúlyozására tükrökkel világítanák meg az ernyő hátoldalát. A tervek közt szerepel egy bolygó körüli mesterséges gyűrű létrehozása is.

### Légkör és felszín
Carl Sagan The planet Venus című írásában többek közt genetikailag átalakított baktériumokat telepítene a bolygóra. Habár az elképzelés még mindig jelen van tudományos vitákban is, későbbi felfedezések rámutattak arra, hogy nem ez a legjobb megoldás. A széndioxidot felhasználó organizmusoknak szükségük van hidrogénre, melyet a Földön a vízből vesznek fel, viszont a Vénuszon lényegében folyékony víz nincs, hidrogén pedig csak nyomokban található, melynek java részét valószínűleg a mágneses mező gyengesége miatt vesztette el. Harminc évvel később, Pale Blue Dot című könyvében Sagan beismerte, hogy eredeti elképzelése az azóta megismert adatok alapján nem kivitelezhető.
Javaslatok születtek a Vénusz felső légköreiben fényvisszaverő ballonok telepítéséről is. Ezek mennyiségével és méretével is szabályozható a felszínre jutó napsugárzás mértéke. Geoffrey A. Landis NASA mérnök és sci-fi-író felvázolt egy elképzelést, miszerint a légkörből kinyert szénből előállított nanocsövecskékből felépített lebegő városokkal egyszerre oldható meg a légkör CO2 tartalmának csökkentése, valamint kellő mennyiségben pajzsként is szolgálhatnának a napsugárzással szemben. Nagy mennyiségű hidrogén behozásával még nagyobb mértékben befolyásolhatják a környezetet.  A Vénusz hidrogénnel való bombázása elképzelhető néhány külső Naprendszerbeli forrásból. Később, mikor már a légkör a napsugárzás nagyobb hányadát engedi át, a bolygó felszínén elhelyezett világos színű, vagy fényvisszaverő anyagok is segíthetnék a bolygó albedójának növelését. Egyébként geomérnökök már a Földön is számításba vették ezt az eljárást, a rohamosan olvadó sarki jégsapkák ezen hatásának csökkenésének ellensúlyozására.